# Scaevola virgata
Scaevola virgata är en tvåhjärtbladig växtart som beskrevs av R. Carolin. Scaevola virgata ingår i släktet Scaevola och familjen Goodeniaceae. Inga underarter finns listade i Catalogue of Life.